# Bulbophyllum pardalotum
Bulbophyllum pardalotum là một loài phong lan thuộc chi Bulbophyllum.